# Ён Джунхён
Ён Джунхён — южнокорейский певец, актёр и автор песен. Является главным рэпером k-pop группы Highlight.
Его имя при рождении было Ён Джэсун, но он изменил его по семейным обстоятельствам, когда учился в 6 классе.
Свою музыкальную деятельность начал в 2007 году под никнеймом Poppin’ Dragon в группе Xing. Но он вышел из состава до дебюта, узнав, что контракт с лейблом рабский, из-за чего лейбл подал на него в суд. Джунхён выиграл суд и позже присоединился в Cube Entertainment, который тогда набирал первых стажеров. До дебюта принял участие в записи второго сингла соло-исполнитель AJ «Wipe the Tears».
Родители были против его музыкальной деятельности, но тем не менее Джунхён дебютировал в составе Beast в 2009 году.

## Сольная деятельность
Джунхён участвовал в записи дебютного сольного альбома певицы Hyuna «Change». Он также принимал участие в написании и исполнении рэп части в песни группы 4minute «Who’s Next?». Исполнил рэп часть в песни певицы G.NA «I’ll Back Off So You Can Live Better».
В 2010 году Ён Джунхён вместе с Hyuna из 4minute, Outsider, Verbal Jint, Ssangchu из Mighty Mouth, Vasco и Zico выпустили альбом «Faddy Robot Foundation». Все деньги, которые поступили из продажи альбома, они отдали на благотворительность.

Джунхён написал и исполнил рэп части для песен таких артистов, как Young Jee, Navi, Wheesung, Kim Wan Sun, ALi, Baek Jiyoung. Он также появился в клипе группы M&D на песню «Close Your Mouth» вместе с Hongki и Jonghun из FT Island, Simon D из Supreme Team и Jia из Miss A. Релиз клипа состоялся 22 июня 2011 года.
3 февраля 2012 года Джунхён выпустил сольную песню под названием «Living Without You». Сопродюсером и композитором песни стал Ким Тэ Джу.
Наконец 2012 года в Корейской музыкальной ассоциации на имя Джунхёна зарегистрировано 35 песен. Кроме этого, на его счету больше 15 дуэтов.
26 ноября 2012 года, Ё Соб дебютировал, как соло-исполнитель с первым мини-альбомом «The First Collage», продюсером альбома стал Джунхён, написавший все треки и исполнивший рэп партию заглавного трека Caffeine.
В 2013 году продюсеры компании Brave Entertainment создали проектную группу «Absurd», участниками которой стали Джунхён из Beast, LE из EXID и FeelDog из Big Star. После выпуска песни «You Got Some Nerve», возникли споры среди фанатов в связи со сходством с песней рэпера G-Dragon «One Of A Kind». Однако обе стороны не выпустили официальных заявлений по этому вопросу.
Все 8 песен второго альбома Beast — Hard to Love, How to Love были написаны и аранжированы Джунхёном и Ким Тэ Джуном. Так же после такого, как Beast заняли первые места в чартах, Джунхён и Ду Джун записали песню «I Am A Man», подарок фанатам.
Работал вместе с Ким Тэ Джу над дебютным релизом Син Чжи Хун .
В октябре 2013 года Джунхён и Ха Дон Кён приняли участие в записи первого полноформатного альбома Джэ Джуна «WWW: Who, When, Why!»

13 декабря 2013 года Джунхён представил зрителям дебютный мини-альбом с одноименным заглавным треком «Flower». Все треки написаны Джунхёном.
26 марта 2014 года Джунхён и Ли Се Ён стали влюбленной парочкой для клипа к песне Ли Сын Хвана «I Only Respond To You» .

В 2014 году принял участие в написании и записи дебютного трека певицы Меган Ли под названием «8dayz»

 11 июня состоялся релиз трека My Dear актрисы Пак Шинхе. Рэп партию в песне исполнил Джунхён.

## Дискография

### Синглы
| Год  | Песня                                    | Вершина чартов KOR | Альбом           |
| ---- | ---------------------------------------- | ------------------ | ---------------- |
| 2012 | "너 없이 사는 것도 (Living Without You)" | 8                  | Non album-single |
| 2013 | "Flower"                                 | 23                 | Flower           |
| 2016 | "After This Moment" (feat. Davii)        | 35                 | Non album-single |

### Мини-альбомы
| #   | Title  | Release date    |
| --- | ------ | --------------- |
| 1-й | Flower | 13 декабря 2013 |

### Совместные синглы
| Год  | Дата  | Название                                              | Артисты                                                              | Альбом                                                   |
| ---- | ----- | ----------------------------------------------------- | -------------------------------------------------------------------- | -------------------------------------------------------- |
| 2010 | 12.21 | “Thanks To"                                           | Yoseob and Junhyung                                                  | My Story                                                 |
| 2010 | 01.04 | “Change”                                              | Hyuna (feat. Junhyung)                                               | Non album-single                                         |
| 2010 | 07.14 | “꺼져 줄게 잘 살아” (“I’ll Back Off So You Can Live”) | G.NA (feat. Junhyung)                                                | Draw G's First Breath                                    |
| 2010 | 09.17 | “Faddy Robot”                                         | Vasco, Verbal Jint, Sangchu, Outsider, Junhyung, Joosuc, Hyuna, Zico | Faddy Robot Foundation                                   |
| 2010 | 11.23 | “미쳐야 사랑이지” (“It’s Love If You’re Crazy”)       | Young Jee (feat. Junhyung)                                           | Non album-single                                         |
| 2010 | 12.13 | “미쳐야 사랑이지” (“It’s Love If You’re Crazy”)       | Young Jee (feat. Gummy and Junhyung)                                 | 1st Mini Album                                           |
| 2011 | 01.19 | “다시 돌아가” (“Go Back Again”)                       | Navi (feat. Junhyung)                                                | Hello                                                    |
| 2011 | 03.15 | “가슴 시린 이야기” (“The Heartbreaking Story”)        | Wheesung (feat. Junhyung)                                            | Non album-single                                         |
| 2011 | 04.24 | “What I See”                                          | Prepix (feat. Junhyung, Beenzino, and Esna)                          | Non album-single                                         |
| 2011 | 04.29 | “안을까 말까” (“Should I Hug or Not”)                 | of BEAST (Doojoon, Junhyung, & Lee Gikwang)                          | SUPER MARKET – the Half (Shinsadong Tiger Project Album) |
| 2011 | 06.22 | “Silly Boy”                                           | 015B (feat. 4minute and Junhyung)                                    | 015B 20th Century Boy                                    |
| 2011 | 06.30 | “A Bitter Day”                                        | Hyuna (feat. Junhyung and G.NA)                                      | Bubble Pop!                                              |
| 2011 | 10.25 | “Be Quiet”                                            | Kim Wansun (feat. Junhyung)                                          | Non album-single                                         |
| 2011 | 12.13 | “촌스럽게 굴지마” (“Don’t Act Foolish”)               | ALi (feat. Junhyung)                                                 | Soul-Ri: 영혼이 있는 마을 (A Town With Soul)             |
| 2012 | 05.09 | “하늘 높이” (“Up in the Sky”)                         | Apink (feat. Junhyung)                                               | Une Année                                                |
| 2012 | 05.17 | “Good Boy”                                            | Baek Jiyoung (feat. Junyhyung)                                       | Non album-single                                         |
| 2012 | 08.08 | “미워요” (“Hate You”)                                 | Eru (feat. Junhyung)                                                 | Feel Brand New Part 2                                    |
| 2012 | 11.15 | “She’s Bad”                                           | Natthew (feat. Junhyung)                                             | Non album-single                                         |
| 2012 | 11.26 | “카페인“ (“Caffeine”)                                 | Yoseob (feat. Junhyung)                                              | The First Collage                                        |
| 2013 | 02.21 | "어이없네" ("You Got Some Nerve")                     | Junhyung, FeelDog & LE                                               | Non album-single                                         |
| 2013 | 04.26 | “유리 심장“ (“Glass Heart”)                           | LYn (feat. Junhyung)                                                 | LYn 8th #1                                               |
| 2013 | 10.29 | “Don’t Walk Away”                                     | Kim Jaejoong (feat. Junhyung)                                        | WWW                                                      |
| 2014 | 05.15 | "8dayz"                                               | Megan Lee (feat. Junhyung)                                           | Non album-single                                         |
| 2014 | 06.11 | "부제: 꽃" ("My Dear")                                | Park Shinhye (feat. Junhyung)                                        | Non album-single                                         |
| 2015 | 08.18 | "Nightmare"                                           | Gayoon & Junhyung                                                    | Yong Pal OST                                             |
| 2015 | 03.19 | "Let It Go"                                           | MFBTY (feat. Junhyung)                                               | WondaLand                                                |
| 2016 | 04.14 | "Don't Come Back"                                     | Heize (feat. Junhyung)                                               | Non album-single                                         |
| 2016 | 04.26 | "Don't You Worry"                                     | Davii (feat. Junhyung)                                               | Non album-single                                         |
| 2017 | 03.45 | "Tell me It's Okay"                                   | Luna & Junhyung & Doni                                               | Hitmaker S3                                              |

## Актерская деятельность
Ранее снялся в 3 эпизоде дорамы Гуру саламандры и теневая операция. В 2013 году снялся в дораме канала M.Net, Монстар/MonStar. В декабре 2018 года, с ним вышла дорама под названием "Мне нужен кофе."

## Награды
- 2013 Korea Drama Festival: «Новичок года» (Monstar)

## Личная жизнь
Весной 2011 года Cube Entertainment сделали официальное заявление, что ЧунХён и Гу Хара из группы KARA встречаются. В марте 2013 года пара рассталась. 
В январе 2024 Хёна и Чунхён публично объявили об отношениях

## Интересные факты
- Любит / коллекционирует головные уборы и очки
- ЧунХён считается одним из самых ярких и харизматичных рэперов k-pop сцены
- Входит в "клуб" Ким Хичоля из Super Junior, под названием «Чокобол» (Chocoball). В него входят несколько "сумасшедших" представители музыкальной индустрии (Саймон Ди,Чан Гын Сок,Ли Хон Ки из группы FTIsland и др.) Молодые люди часто устраивают встречи-вечеринки. 
- Пишет песни как для группы BEAST/ B2ST, так и для сторонних групп / исполнителей 
- Когда учился в шестом классе сменил имя (при рождении родители дали ЧунХёну имя Yong JaeSoon - одно из устаревших имен, более подходящим для девушек)
- У ЧунХёна шесть татуировок: 
1. на груди: "Born again, still your son" (пер. "Заново рожденный, всё ещё твой сын"). Эту татуировку он посвятил своей матери (она же выбирала текст)
2. на внутренней стороне правой руки (латынь): "Carpe diem quam minimum credula postero" (пер. "Лови момент, как можно меньше верь будущему") 
3. на левом плече: "If I die tomorrow, I would never regret" (пер. "Если я умру завтра, я не буду об этом жалеть")
4. на груди: сова.
5. на левом плече: лук со стрелой.
6. на левом плече: мороженое